# Septembre 1970

## Évènements
- France : Grève de la faim de vingt-neuf militants de gauche emprisonnés, dont Alain Geismar.

- 4 septembre : Salvador Allende remporte les élections au Chili avec 36,3 % des voix, devant une droite divisée.

- 6 septembre (Formule 1) : Grand Prix automobile d'Italie.

- 8 septembre :
  - Troisième conférence des non-alignés à Lusaka (Zambie).
  - Début du procès des Panther 21, membres de la section new-yorkaise des Black Panthers accusés d'« association de malfaiteurs en vue de commettre des actes de terrorisme ».

- 17 septembre : Septembre noir. Attaque des camps palestiniens par l'armée jordanienne, après la destruction d'avions occidentaux : une partie des Palestiniens se réfugie au Liban.
- 18 septembre : Décès de Jimi Hendrix à Londres (Angleterre), guitariste et chanteur américain (° 27 novembre 1942)

- 20 septembre (Formule 1) : Grand Prix automobile du Canada.

- 22 septembre : Soleimane Frangié (maronite), devient président du Liban.
- 23 septembre : Décès de Bourvil, acteur, chanteur et humoriste français (° 27 juillet 1917)

- 28 septembre : mort du président Nasser. Le numéro deux du régime, Anouar el-Sadate assure l’intérim puis est élu à la tête de l'Égypte avec 90,04 % des voix (fin en 1981). Il prône l’instauration d’un régime fondé sur la loi, dénonçant à demi-mot l’État policier mis en place par Nasser. Il doit faire face à de nombreuses oppositions dans l’appareil d’État et entend s’appuyer sur une légitimité populaire. Il entre en conflit avec les militaires sur la question de la fin du cessez-le-feu avec Israël qu’il souhaite prolonger.

## Naissances
- 1er septembre : Mitsou Gélinas, chanteuse.
  - Jérôme de Warzée, humoriste belge.
- 2 septembre : Pierre Laigle, footballeur français.
- 3 septembre : Franck Chambily, judoka français.
- 10 septembre : 
  - Jean Messiha, haut fonctionnaire et homme politique français d'extrême-droite.
  - Neera Tanden, présidente du Center for American Progress.
- 14 septembre : 
  - Stephen Bishop, acteur américain.
  - Tolo Calafat, alpiniste espagnol († 29 avril 2010).
  - Francesco Casagrande, coureur cycliste italien.
  - Gérard Dalongeville, homme politique français.
  - Jean-Yves Duzellier, coureur cycliste français.
  - Gary Foord, coureur cycliste britannique.
  - Chryste Gaines, athlète américaine, spécialiste du sprint.
  - Robert Ben Garant, scénariste, acteur et réalisateur américain.
  - Elon Gold, comédien, scénariste et producteur américain.
  - Satoshi Kojima, catcheur japonais.
  - Crawford Palmer, basketteur français d'origine américaine.
  - Edit Sohonyai, écrivaine hongroise.
  - János Térey, écrivain, traducteur et dramaturge hongrois († 3 juin 2019).
  - Ketanji Brown Jackson, juge américaine, juge à la cour d'appel du circuit de Columbia.
- 15 septembre : Mauro Bertarelli, footballeur italien.
- 16 septembre : Alberthiene Endah, biographe et romancière indonésienne.
  - Kamel Belghazi, acteur franco-algérien.
  - Cécile de Ménibus, animatrice de télévision, animatrice de radio et journaliste française.
  - Teymur Musayev, urologue azeri.
- 20 septembre : Élisabeth Moreno, dirigeante d'entreprise et femme politique franco-capverdienne.
- 22 septembre : Emmanuel Petit, footballeur français.
- 25 septembre : Jean-François Piège, chef cuisinier français
- 26 septembre : Hawa Diallo, écrivaine malienne.
- 27 septembre : Seema Verma, conseillère politique américaine spécialiste de la politique de santé.
- 29 septembre : 
  - Jawad Ahmad, chanteur et musicien pop pakistanais.
  - Natasha Gregson Wagner, actrice américaine.
- 30 septembre : Thomas Jouannet, acteur suisse.

## Décès
- 1er septembre : François Mauriac, écrivain français, membre de l'Académie française, prix Nobel de littérature en 1952 (° 11 octobre 1885).
- 5 septembre : le futur champion du monde 1970 de formule 1, Jochen Rindt, se tue au volant de sa Lotus 72 aux essais à Monza, la veille du grand prix d'Italie.
- 10 septembre : Christian Garreau inspecteur d Incendie et Commandant des Sapeurs Pompiers de Vendee et son Epouse Jeanne Garreau ,meurent dans un accident d avion au retour d un déplacement professionnel .
- 12 septembre : Jacob Viner, économiste.
- 17 septembre : Désiré Keteleer, coureur cycliste belge (° 13 juin 1920).
- 18 septembre : Jimi Hendrix, guitariste et chanteur américain (° 27 novembre 1942).
- 23 septembre : André Raimbourg dit Bourvil, acteur français (° 27 juillet 1917).
- 28 septembre :
  - Gamal Abdel Nasser, chef de l'État égyptien (° 15 janvier 1918).
  - John Dos Passos, romancier américain (° 14 janvier 1896).